# لوک اسکای‌واکر
لوک اسکای‌واکر (انگلیسی: Luke Skywalker) شخصیتی تخیلی و قهرمان داستان در سه‌گانهٔ اصلی فرنچایز جنگ ستارگان است که توسط جرج لوکاس پدید آمده‌است. لوک را مارک همیل به تصویر کشیده‌است و نخستین بار در جنگ ستارگان (۱۹۷۷) ظاهر شد و در فیلم‌های امپراتوری ضربه متقابل می‌زند (۱۹۸۰) و بازگشت جدای (۱۹۸۳) بازگشت. مارک همیل سه دهه بعد نقش لوک را در سه‌گانهٔ دنبالهٔ این فرنچایز متشکل از فیلم‌های نیرو برمی‌خیزد (۲۰۱۵)، آخرین جدای (۲۰۱۷) و خیزش اسکای‌واکر (۲۰۱۹) ایفا کرد. لوک همچنین در مندلورین و کتاب بوبا فت حضور داشت.
لوک در اصل یک کشاورز در تاتویین بود که با عمو و عمه خود زندگی می‌کرد. او سپس به شخصیتی محوری در مبارزهٔ ائتلاف شورشی در برابر امپراتوری کهکشانی تبدیل شد. لوک پسر جدای فریب‌خورده آناکین اسکای‌واکر (که بعداً ارباب سیت، دارث ویدر شد) و پدمه آمیدالا است. او برادر دوقلوی رهبر شورشیان، شاهزاده لیا و برادر همسر هان سولو است. لوک زیر نظر استادان جدای اوبی-وان کنوبی و یودا آموزش می‌بیند تا یک جدای باشد و آیین جدای را بازسازی کند. او بعداً خواهرزاده‌اش بن سولو و ری را آموزش می‌دهد. اگرچه لوک در پایان فیلم آخرین جدای می‌میرد، اما به‌عنوان یک روح یکی‌شده با نیرو در فیلم خیزش اسکای‌واکر بازمی‌گردد و ری را تشویق می‌کند تا با پدربزرگش، پالپاتین که زنده شده بود، روبرو شود. در پایان فیلم، ارواح لوک و لیا به ری اجازه می‌دهند تا نام خانوادگی اسکای‌واکر را برای خود انتخاب کند و میراث خانوادهٔ خود را ادامه دهد.
این شخصیت همچنین به‌صورت کوتاه در نقش یک نوزاد در فیلم پیش‌درآمد سه‌گانه با عنوان جنگ ستارگان: قسمت سوم – انتقام سیت (۲۰۰۵) ظاهر می‌شود.

## حضور

### سه‌گانه اصلی
- اپیزود چهارم: امیدی تازه:

لوک در سیاره «تاتویین»، نزد عمویش یعنی برادر ناتنی آناکین بزرگ می‌شود و از خانواده‌اش اطلاعات چندانی ندارد؛ تا اینکه یک روز، عمویش دو دروید (خدمتکار ماشینی)، برای کار در مزرعه می‌خرد. درویدها همان «سی تری پی او» و «آر تو دی تو» هستند که از سفینه لیا اورگانا که توسط دارت ویدر مورد بازرسی قرار گرفته، گریخته‌اند.
آر تو دی تو حامل پیامی برای اوبی‌وان کنوبی است که اکنون در سیاره تاتویین زندگی می‌کند. اوبی‌وان سال‌هاست که نام اصلی‌اش را بازگو نکرده و همه او را به نام «بن کنوبی» پیر می‌شناسند. لوک موفق می‌شود، پیام ضبط شده در آر تو دی تو را که به صورت هولوگرام است، مشاهده کند. پیام را خود پرنسس اورگانا ضبط کرده‌است و لوک که خبر ندارد پرنسس خواهر اوست، گویا با مشاهده همان پیام به پرنسس دل می‌بندد. آن پیام خطاب به اوبی‌وان کنوبی است، و لوک که کسی را به این نام نمی‌شناسد، احتمال می‌دهد منظور همان بن پیر باشد. پس آر تو دی تو را نزد بن می‌برد.
اوبی‌وان برای لوک حقیقتی را افشا می‌کند و به او می‌گوید که پدرش یک شوالیه جدای و شاگرد او بوده‌است و در جدال با دارت ویدر که او نیز شاگرد اوبی‌وان بوده و بعدها به جنبه تاریک نیرو گرویده، کشته شده‌است. اوبی‌وان، شمشیر نوری پدر لوک را به او نشان می‌دهد و از او می‌خواهد تا به سفارش پدرش به انقلابیون بپیوندد، و هر طور شده پرنسس لیا را پیدا کند. او به لوک که آخرین امید جدای‌ها در نبرد با امپراتوری به حساب می‌آید، تعلیم می‌دهد و او را با مفاهیم فراموش شدهٔ جدای آشنا می‌سازد…
- جنگ ستارگان اپیزود پنجم: امپراتوری ضربه می‌زند:

در امپراتوری ضربه می‌زند، لوک هم‌اکنون یک فرمانده برای ائتلاف شورشیان است. در حالی که در سیاره یخی هات قرار دارد توسط وامپا در حال کشته شدن است اما موفق به فرار می‌شود. او در زمین منجمد با روح اوبی‌وان کنوبی ارتباط برقرار می‌کند و اوبی‌وان کنوبی او را به سیاره داگوبا راهنمایی می‌کند تا در محضر استاد جدای یودا آموزش ببیند. او تحت آموزش دقیق جدای قرار می‌گیرد و به سرعت قدرت خود را در نیروی افزایش می‌دهد.
در طی آموزشش جان دوستانش را در خطر می‌بیند و بدون توجه به توصیه‌های یودا و اوبی‌وان کنوبی به بسپین سفر می‌کند. همان‌طور که آن‌ها توصیه می‌کنند لوک ثابت می‌کند در قسمت جنبه تاریک نیرو فریب نخورد. دارت ویدر سپس بازگو می‌کند که پدرش است و پیشنهاد می‌دهد امپراتوری کهکشان را با هم هدایت کنند. لوک خود را در یک رآکتور عمیق می‌اندازد اما زنده می‌ماند. لیا با میلینیوم فالکون او را نجات می‌دهند. دستی که او در مبارزه از دست داده بود به صورت مکانیکی دوباره جایگزین می‌شود.
- جنگ ستارگان اپیزود ششم: بازگشت جدای:

پس از یک سال در بازگشت جدای، لوک یک شوالیه جدای شده و شمشیر خود را فراهم کرده‌است. او به لیا کمک می‌کند تا دروید و لندو کالرسیان را از دست گانگستر جابای هات نجات دهد. لوک می‌خواهد با جابا مذاکره کند اما جابا او را از طریق یک زیرزمینی با یک هیولا روبه‌رو می‌سازد. لوک از این جنجال، جان سالم به در می‌برد. او به کمک آر تو-دی تو، با دوستان خود فرار می‌کند.
لوک در طی بازگشت به داگوبا، یودا را در بستر مرگ و آخرین لحظات حیاتش می‌بیند. او در آخرین لحظات متوجه می‌شود لیا خواهر دو قلویش و دارت ویدر پدر اوست. همچنین از یودا می‌شنود که آموزش او کامل شده اما تنها باید با دارت ویدر روبه‌رو شود.
لوک به عنوان یک عضو گروه شورشی به اندور می‌رود تا تلاش کند تا پدرش را از طرف تاریکی نیرو بازگرداند. ویدر لوک را به دومین ستاره مرگ در اطراف اندور می‌کشد، جایی که امپراتور پالپاتین، استاد او، تلاش می‌کند تا لوک را به سمت تاریکی تحریک کند. او با پدرش به مبارزه می‌پردازد و دست چپ پدرش را قطع می‌کند. امپراتور دستور می‌دهد که او را بکشد اما او شمشیر خود را کنار می‌گذارد و وفاداری خود را به جدای اعلام می‌کند. امپراتور از فرط خشم از نیروی صاعقه استفاده می‌کند تا جان لوک را بگیرد ولی دارت ویدر، که اکنون از جنبه تاریک نجات یافته، متأثر از دیدن این صحنه، امپراتور را با دستانش بلند کرده و به درون محور استوانه‌ای رآکتور پرت می‌کند. جراحت‌های کشنده‌ای که بر اثر نیروی صاعقه امپراتور در ویدر به وجود می‌آید، باعث از کار افتادن سیستم حیاتی و کشته شدن او می‌شود. در آخرین لحظات مرگ او لوک، ویدر را به سمت رآکتور اصلی ستاره مرگ می‌کشد و ماسک ویدر را برمی‌دارد و برای اندک زمانی به چهره پدرش نگاه می‌کند. لوک در مراسم پیروزی شورشیان در اندور، روح پدرش را در کنار اوبی وان و یودا می‌بیند.

### سه‌گانه دنباله
- جنگ ستارگان: نیرو برمی‌خیزد:

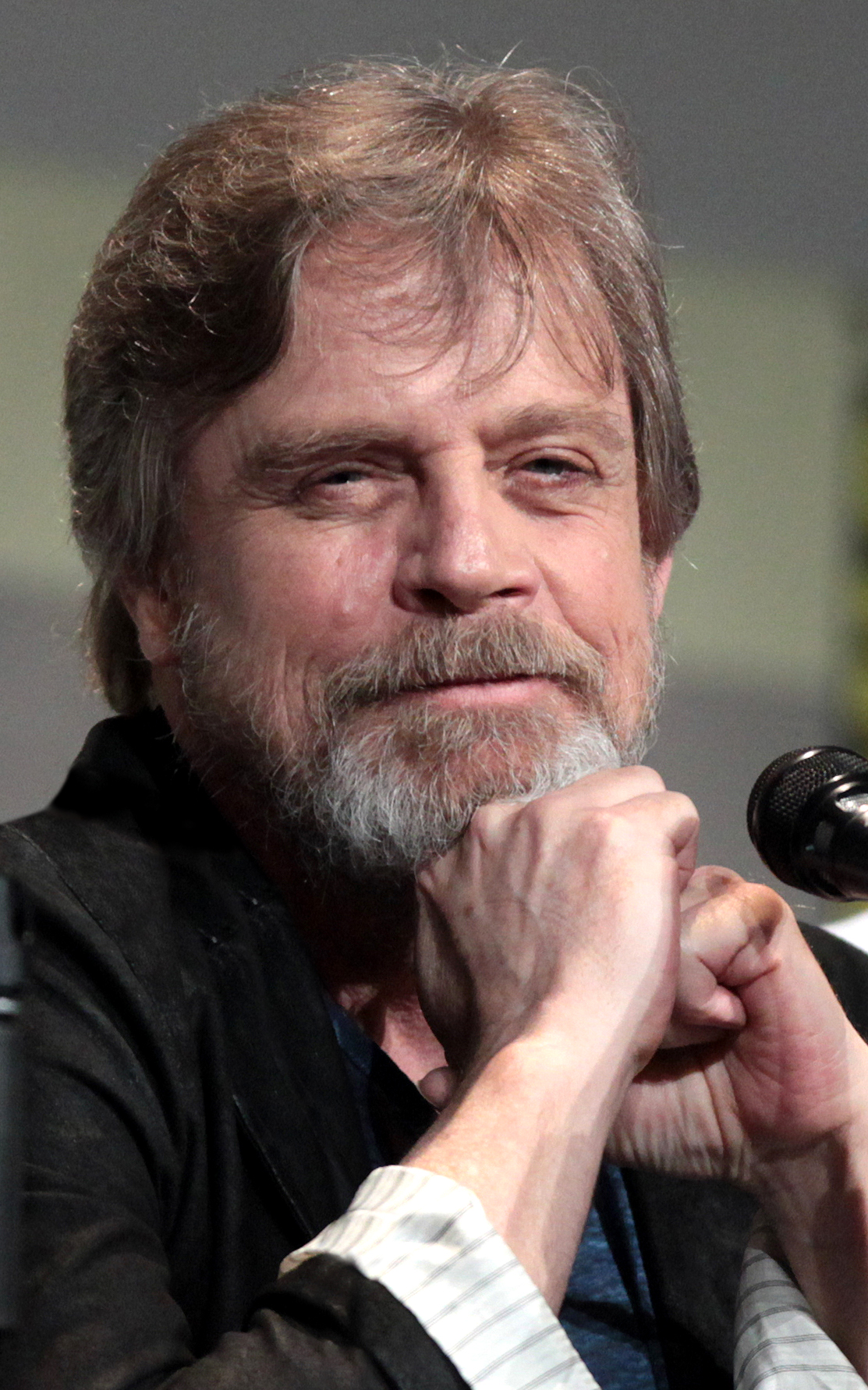
مارک همیل در نیرو برمی‌خیزد ۲۰۱۵ در نقش لوک ظاهر می‌شود

حدود ۳۰ سال از اتفاقات بازگشت جدای و شکست امپراتور می‌گذرد، آخرین بازمانده جدای، لوک اسکای‌واکر، ناپدیدشده‌است. چرا که، او استاد خواهر زاده‌اش بن سولو بود که در هنگام کامل شدن آموزشش به جنبه تاریک نیرو کشیده شد. احساس مسئولیت او باعث شد خود را به یک سیاره دور به نام اوچ-تا تبعید کند. در غیاب او سازمان پلید محفل یکم از بقایای امپراتوری کهکشان شکل‌گرفته و قدرت آن به‌شدت افزایش‌یافته و به دنبال از بین بردن جمهوری جدید است. ژنرال لیا اورگانا (کری فیشر) با حمایت جمهوری، گروه مقاومت را رهبری می‌کند. او به دنبال این است که برادرش لوک را پیدا کند. لیا شجاع‌ترین خلبانش پو دامرون (اسکار آیزاک) را طی مأموریتی سری به سیاره بیابانی جاکو می‌فرستد که در آنجا یک متحد قدیمی سرنخی از محل لوک در دست دارد. پو در جاکو با لور سن تکا (ماکس فون سیدو)دیدار کرده و از او نقشه محل اقامت لوک را دریافت می‌کند.
بعدها نقشه توسط آر تو-دی تو تکمیل شده و ری به سیاره ای که لوک در آنجا تبعید شده می‌رود و شمشیر او را به او بازمی‌گرداند.
- جنگ ستارگان: آخرین جدای

در فیلم آخرین جدای محصول سال ۲۰۱۷، لوک در ابتدا تمایلی به آموزش ری ندارد و به او می‌گوید که وقت آن است که دستور جدای را به پایان برساند. لوک بعد توسط آر تو-دی تو متقاعد آموزش می‌شود و آموزش ری را آغاز می‌کند، اما به‌طور فزاینده ای از قدرت او می‌ترسد. لوک برای ری شرح می‌دهد که او در هنگامی که کایلو رن خواب بوده به بالای سر او می‌رود و رن سر خود را برمی‌گرداند و معبد آموزشش را خراب می‌کند و فرار می‌کند و به سمت تاریکی کشیده می‌شود. لیا به لوک کمک می‌کند تا رن را به سمت نور بکشانند اما او رد می‌کند. هنگامی که ری برای مقابله با رن از سیاره خارج می‌شود، لوک با روح یودا بازدید می‌کند، که به لوک اطمینان می‌دهد که او هنوز هدف دارد. لوک بر روی سیاره کرایت ظاهر می‌شود، زیرا مقاومت در برابر محفل یکم قرار دارد و در خطر است. او به میدان برای مبارزه با رن می‌رود. لوک در مقابل حملات سنگین محفل یکم باقی می‌ماند. کایلو رن برای مقابله به روی زمین می‌آید؛ لوک هنوز هم در اوچ-تا مانند خود را با استفاده از نیرو به کرایت فرستاده‌است. این حواس‌پرتی اجازه می‌دهد تا مقاومت برای فرار از سیاره آماده شود. لوک با تکمیل مأموریتش اعلام می‌کند که شورش دوباره متولد شده‌است، جنگ تازه آغاز شده‌است، او آخرین جدای نیست و قبل از پیش‌بینی او ناپدید نخواهد شد. لوک در سیاره اوچ-تا قرار دارد و سپس به افق نگاه می‌کند. او با صلح و آرامش می‌میرد.
در آخرین قسمت از فصل دوم سریال مندلورین که در اواخر سال ۲۰۲۰ منتشر شد وقتی مَندو و فنیک و کارا و بوکاتان به همراه مافگیدیون در کابین فرمانده ای سفینه امپراتوری گیر افتاده‌اند و دارک تروپرها آنها را محاصره نمودند لوک اسکای واکر که به دنبال گروگو (بیبی یودا) به آنجا کشیده شده بعد از نابودی دارک تروپرها گروگو را از مندو گرفته و به او قول می‌دهد که گروگو را به خوبی آموزش دهد و سپس همراه با آر۲دی۲ و گروگو از آنجا می‌روند.